# Махмуд Хасан
Махмуд Ахмед Ибрахим Хасан (арап. محمود حسن‎‎, романизовано Mahmoud Ahmed Ibrahim Hassan; Кафр ел Шејх, 1. октобар 1994), познатији као Трезеге (Trézéguet) професионални је египатски фудбалер који игра у средини терена на позицији левог крила. Тренутно наступа за Трабзонспор.

## Клупска каријера
Хасан је професионално почео да се бави фудбалом у редовима најуспешнијег египатског клуба свих времена, Ал Ахлија из Каира. Идол му је био француски репрезентативац Давид Трезеге, због чега је и узео надимак Трезеге. Током свега две сезоне проведене у Ал Ахлију освојио је једну титулу првака Египта и две титуле победника КАФ лиге шампиона. 
У августу 2015. одлази на позајмицу у белгијски Андерлехт, да би на крају сезоне 2015/16. потписао трогодишњи уговор са белгијским клубом вредан 2,2 милиона евра. Како није успео да се избори за место стандардног првотимца у Андерлехту све време трајања уговора је играо као позајмљен играч, прво у Мускрону, а потом и у турској Касимпаши са којом 1. јуна 2018. потписује двогодишњи уговор у вредности од 2 милиона евра. 

## Репрезентативна каријера
Са младом репрезентацијом Египта играо је на Светском првенству 2013. у Турској, а исте године освојио је и првенство Африке у истој узрасној категорији.
За сениорску репрезентацију Египта дебитовао је 30. августа 2014. у пријатељској утакмици против Кеније и од тада је стандардни репрезентативац. Највећи успех у националном дресу остварио је 2017. на Купу афричких нација у Габону где је са репрезентацијом Египта освојио сребрну медаљу. 
Селектор Ектор Купер уврстио га је у састав репрезентације за Светско првенство 2018. у Русији. На том турниру Трезеге је као стартер започео прву утакмицу свог тима против селекције Уругваја у групи А. Четири дана касније, 19. јуна, играо је и у утакмици са Русијом, али га је у 68' заменио Рамадан Собхи.